# Bikar karla 2005
La VISA-bikar 2005 fu la quarantaseiesima edizione della coppa nazionale di calcio dell'Islanda.

## Primo Turno
|                                 | Squadra di casa | Punteggio   | Squadra in Trasferta  |
| ------------------------------- | --------------- | ----------- | --------------------- |
| 1                               | Grótta          | 5 – 1 (dts) | GG                    |
| 2                               | Sindri          | 0 – 1       | Höttur                |
| 3                               | KV              | 4 – 2 (dts) | Hrunamenn             |
| 4                               | Árborg          | 0 – 0       | Hvíti riddarinn       |
| (dts) Hvíti riddarinn (7-6 dtr) |                 |             |                       |
| 5                               | Skallagrímur    | 9 – 2       | Ellidi                |
| 6                               | Neisti Hofsos   | 1 – 3       | Reynir Arskogsstrond  |
| 7                               | KF Fjarðabyggð  | 4 – 1       | KE                    |
| 8                               | Huginn          | 4 – 2       | Leiknir Fáskrúðsfirði |
| 9                               | Hvöt            | 5 – 1       | Magni                 |
| 10                              | Snörtur         | 3 – 1       | Boltfelag Husavik     |
| 11                              | Ægir            | 1 – 5       | Ýmir                  |
| 12                              | Augnablik       | 3 – 01      | Afríka                |
| 13                              | Neisti D.       | 3 – 1       | Boltfelag Nordfjörður |

1 a tavolino 3-0 in origine 4-2 per l'Africa.

## Secondo Turno
|                           | Squadra di casa   | Punteggio   | Squadra in Trasferta |
| ------------------------- | ----------------- | ----------- | -------------------- |
| 1                         | Augnablik         | 0 – 6       | ÍR                   |
| 2                         | Reynir A.         | 0 – 0       | Hvöt                 |
| (dts) Reynir A. (4-3 dtr) |                   |             |                      |
| 3                         | Snörtur           | 0 – 7       | Leiftur/Dalvík       |
| 4                         | KF Fjarðabyggð    | 7 – 0       | Neisti D.            |
| 5                         | Höttur            | 1 – 5       | Huginn               |
| 6                         | Tindastóll        | 1 – 3       | KS                   |
| 7                         | Fjölnir           | 9 – 0       | Numi                 |
| 8                         | Selfoss           | 2 – 3       | Njardvik             |
| 9                         | KV                | 1 – 2       | Leiknir Reykjavík    |
| 10                        | Víkingur Ólafsvík | 4 – 1       | Reynir Sandgerði     |
| 11                        | Bolungarvik       | 0 – 8       | Stjarnan             |
| 12                        | Skallagrímur      | 1 – 3       | Grótta               |
| 13                        | Afturelding       | 10 – 1      | Tunglid              |
| 14                        | Ýmir              | 1 – 3       | Haukar               |
| 15                        | Víðir             | 2 – 1 (dts) | ÍH                   |
| 16                        | Hamar             | 0 – 7       | Hvíti riddarinn      |

## Terzo Turno
|                              | Squadra di casa      | Punteggio   | Squadra in Trasferta |
| ---------------------------- | -------------------- | ----------- | -------------------- |
| 1                            | Grótta               | 1 – 2       | ÍA                   |
| 2                            | KF Fjarðabyggð       | 0 – 2       | Fram                 |
| 3                            | KS                   | 2 – 4 dts   | Fylkir               |
| 4                            | ÍR                   | 1 – 2       | Þór Akureyri         |
| 5                            | Leiftur/Dalvik       | 1 – 2 (dts) | ÍBV                  |
| 6                            | Njarðvík             | 3 – 2 (dts) | Völsungur            |
| 7                            | Huginn               | 1 – 4       | KA                   |
| 8                            | Leiknir Reykjavík    | 0 – 6       | KR                   |
| 9                            | Hvíti riddarinn      | 1 – 5 (dts) | HK                   |
| 10                           | Víkingur Ólafsvík    | 1 – 2       | Breiðablik           |
| 11                           | Afturelding          | 0 – 1       | Víkingur Reykjavík   |
| 12                           | Fjölnir              | 3 – 4       | Keflavík             |
| 13                           | Víðir                | 0 – 5       | FH                   |
| 14                           | Reynir Árskógsströnd | 0 – 7       | Valur                |
| 15                           | Haukar               | 1 – 1       | Þróttur              |
| (dts) Haukar vince (5-4 dtr) |                      |             |                      |
| 16                           | Stjarnan             | 0 – 2       | Grindavík            |

## Quarto Turno
|                          | Squadra di casa    | Punteggio   | Squadra in Trasferta |
| ------------------------ | ------------------ | ----------- | -------------------- |
| 1                        | Víkingur Reykjavík | 3 – 3       | KR                   |
| (dts) KR vince (6-5 dtr) |                    |             |                      |
| 2                        | ÍA                 | 2 – 1 (dts) | Breiðablik           |
| 3                        | Valur              | 5 – 1       | Haukar               |
| 4                        | FH                 | 3 – 1       | KR                   |
| 5                        | Þór Akureyri       | 0 – 3       | Fram                 |
| 6                        | Grindavík          | 0 – 1       | Fylkir               |
| 7                        | HK                 | 1 – 0       | Keflavík             |
| 8                        | ÍBV                | 3 – 2       | Njarðvík             |

## Quarti di finale
|   | Squadra di casa | Punteggio   | Squadra in Trasferta |
| - | --------------- | ----------- | -------------------- |
| 1 | FH              | 5 – 1 (dts) | ÍA                   |
| 2 | HK              | 0 – 2       | Fylkir               |
| 3 | Fram            | 2 – 1 (dts) | ÍBV                  |
| 4 | KR              | 1 – 2       | Valur                |

## Semifinali
| Reykjavík 3 agosto 2005                                                                                                 | Fram                 | 2 – 2 (d.t.s.)     | FH | Laugardalsvöllur |
| \| \| \| \| \| Larusson 79’ (aut.) Henriksen 85’ \| Marcatori \| 28’, 44’ Borgvardt \| \| \| Tiri di rigore 7 – 6 \| \| |                      |                    |    |                  |
| |                      |                    |    |                  |
| Larusson 79’ (aut.) Henriksen 85’                                                                                       | Marcatori            | 28’, 44’ Borgvardt |    |                  |
| | Tiri di rigore 7 – 6 |                    |    |                  |

| Reykjavík 4 agosto 2005                                | Valur     | 2 – 0 | Fylkir | Laugardalsvöllur |
| \| \| \| \| \| Gunnlaugsson 3’, 82’ \| Marcatori \| \| |           |       |        |                  |
|                                                        |           |       |        |                  |
| Gunnlaugsson 3’, 82’                                   | Marcatori |       |        |                  |

## Finale
| Arbitro: | Olafur Ragnarsson |

|                   |           |  |
| Adalsteinsson 52’ | Marcatori |  |